# Sady da Cunha Pereira
Sady da Cunha Pereira (Peçanha, 17 de janeiro de 1921 – 8 de outubro de 2019) foi deputado estadual em Minas Gerais durante o período de 1959 a 1963 (4ª legislatura) pelo PR. Atuou na 5ª legislatura (1963 - 1967) como suplente.